# Isabelle Bouysse
 (juillet 2015).
Si vous disposez d'ouvrages ou d'articles de référence ou si vous connaissez des sites web de qualité traitant du thème abordé ici, merci de compléter l'article en donnant les références utiles à sa vérifiabilité et en les liant à la section « Notes et références ».
Pour les articles homonymes, voir Bouysse.
Isabelle Jeanne Françoise Bouysse, née le 23 novembre 1968 à Saint-Maur-des-Fossés, est une actrice, danseuse et animatrice française, principalement connue pour ses rôles dans différentes séries d'AB Productions et du Groupe JLA.

## Biographie
D'abord danseuse dans les ballets, Isabelle Bouysse travaille dans plusieurs émissions de Jacques Martin, de Patrick Sébastien et de Dorothée. Elle est titulaire d'un diplôme de professeur à l'I.P.A.C de Paris.
En juin 1993, elle danse sur la scène du concert mythique de Johnny Hallyday au Parc des Princes. La longue introduction de Gabrielle, fait apparaître non pas l'artiste, mais Isabelle Bouysse. Elle danse avec les guitaristes et évolue autour de Johnny durant la chanson. Elle est simplement habillée d'un maquillage corporel bleu. 
Depuis 2010, elle a repris le rôle de Jeanne Garnier dans Les Mystères de l'amour, diffusée sur TMC, qu'elle occupait dans Les Vacances de l'amour.
La comédienne a été mandataire sociale en qualité de directrice générale de JLA Holding du 26 septembre 2011 au 7 février 2015.
Isabelle Bouysse se marie avec Jean-Luc Azoulay le 17 août 2000 à Paris. Ils ont ensemble deux enfants : un fils et une fille.

## Filmographie

### Télévision
- 1992 : Les Cinq Dernières Minutes (épisode : Sous les feux de la rampe)
- 1992 : Salut Les Musclés (épisode : Un portrait frappant)
- 1994 : Les Filles d'à côté (épisode : Patricia)
- 1994 : Les Garçons de la plage (épisode n°36)
- 1994 : Hélène et les Garçons : Zaza
- 1994-1996 : La Croisière foll'amour : Estrella
- 1996 : L'un contre l'autre : Isabelle
- 1996 : Talk Show : Lisa
- 1996-2007 : Les Vacances de l'amour : Jeanne Garnier
- 1997 : Nestor Burma (saison 5, épisode 3 Drôle d'épreuve pour Nestor Burma)
- 1999 : H (épisode Une histoire de champignons)
- 1999 : Le G.R.E.C. : Isabelle François
- 2002 : Quai numéro un : Groucha (2 épisodes)
- 2002 : L'Instit (saison 8, épisode 2 L'enfant dans les arbres) : Sandrine Barrier
- 2003 : Les Thibault : la concierge
- 2004 : Louis Page
- 2005-2009 : SOS 18
- 2005 : Les Hommes de cœur
- 2005 : Navarro (saison 18, épisode 3 Double meurtre) : Catherine Viguier
- 2006 : Le Tuteur (saison 3, épisode 4 Mission accomplie) : Luisa / Anna
- 2008 : César Levy
- 2009 : Camping Paradis (saison 1, épisode 4 Baignade interdite) : Sophie
- 2010 : Victoire Bonnot (2 épisodes)
- 2010-2015 et depuis 2019 : Les Mystères de l'amour : Jeanne Garnier (saisons 1 à 7, et 9 à 10, depuis la saison 21)

### Clips
- 1992 : Dorothée - Valise 93 (clip)
- 1994 : Christophe Rippert - Et c'est comme ça (clip)

### Publicité
- 1997 : Publicité : Javel Dose (Javel dire à tout le monde)

## Émissions de télévision
- 2008 : IDF1 Matin avec Patrick Puydebat du lundi au samedi entre 7h00 et 9h00 sur IDF1 (du 20 mars 2008 au 19 mars 2009)
- 2008 : Éveil Matin du lundi au dimanche de 6h00 à 7h00 sur IDF1 (du 20 mars 2008 au 3 juin 2009)
- 2009 : IDF1 C Vous avec Patrick Puydebat du lundi au vendredi en direct de 19h00 à 20h00 sur IDF1 (du 26 janvier au 20 mai 2009)
- 2009 : Docteurs chaque jeudi en direct de 11h00 à 12h00 sur IDF1 (du 2 avril au 18 juin 2009)
- 2009 : IDF1 Midi du lundi au vendredi de 12h00 à 13h00 (de septembre 2009 à mai 2010)
- 2009 : Vous avez du talent avec Jacques Jakubowicz dit Jacky du lundi au vendredi entre 19h00 et 20h00 sur IDF1 (de septembre 2009 à juin 2011)

## Discographie
- Le Yaya (Single en duo avec Babsi), AB disques, 1995
- Stars TV 2 (Le Yaya), AB disques, 1995
- Le Noël des étoiles (Les rois mages et Vive le vent), AB disques, 1995